# Italiaanse Veldtocht van 1796-1797
De Italiaanse Veldtocht (27 maart 1796 – 17 oktober 1797) was het eerste grote buitenlandse commando van Napoleon Bonaparte. Vanaf daar beginnen dan ook veel legendes over Napoleon op te duiken. Historici uit de tijd van Napoleon en de periode daarna hebben zijn Italiaanse Veldtocht vaak beschreven als een grote zegetocht van het, toen al, militaire genie Napoleon. Nauwkeurig historisch onderzoek dat vanaf het begin van de twintigste eeuw is gedaan heeft echter een realistischer en minder glorieus beeld van Napoleons Italiaanse veldtocht geschetst. Het rijke noorden van Italië werd tijdens de veldtocht veroverd op Oostenrijk en grondig geplunderd door de Fransen. Het gebied werd vervolgens opgedeeld in Franse vazalstaten. Uiteindelijk was Napoleon gedwongen een zeer magere vrede te sluiten met Oostenrijk, een resultaat dat boekdelen spreekt over het werkelijke ‘succes’ van de veldtocht. Hij hielp een conflict tussen Paul Barras en drie andere leden van de Directoire via een staatsgreep (18 Fructidor) in het voordeel van Barras te beslissen.

## De weg naar het Italiaanse commando

### Vendémiaire

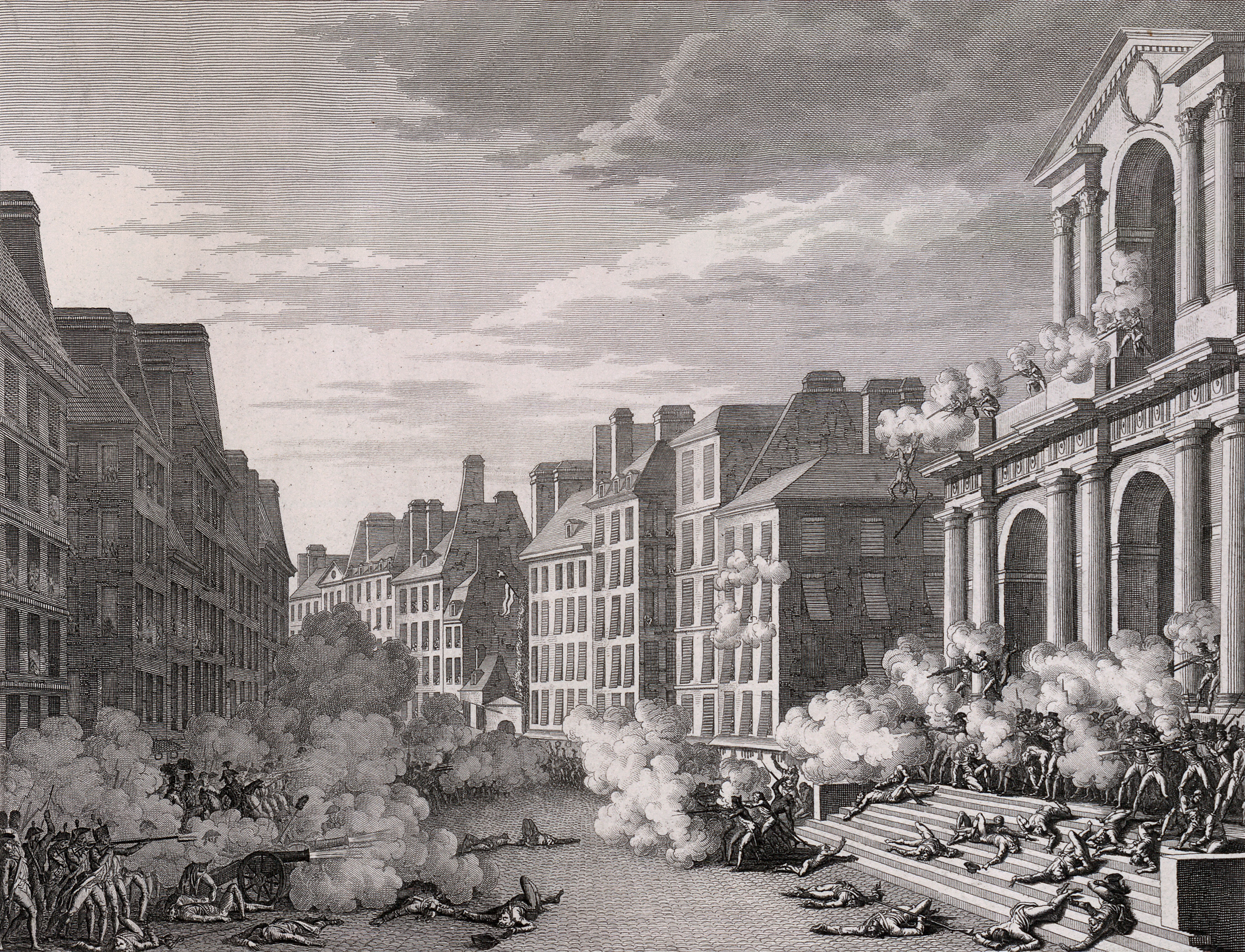
Afbeelding van Napoleons troepen die de opstandelingen met kartetsen beschieten op de treden van de Église Saint-Roch

Na de val van Robespierre en zijn schrikbewind verkeerde Frankrijk in een crisissituatie. In Vendémiaire (oktober) 1795 kwamen de royalisten in opstand tegen de Conventie. Barras was door de Conventie met de verdediging van Parijs belast. Barras was echter geen militair en zocht naar een militair medewerker onder de hoge officieren die op dat moment in Parijs waren.
Napoleon smoorde de opstand in de kiem. Napoleon had drie jaar eerder gezien hoe de menigte de lijfwacht van de koning vermoordde. Nu hadden de opstandelingen een meerderheid van ongeveer 30000 tegen 5000. Napoleon liet zijn artilleristen met kartetsen schieten op de slecht bewapende opstandelingen, met als resultaat dat er aan het einde van de 13de Vendémiaire drie- à vierhonderd dode opstandelingen in de straten van Parijs lagen. Dat resultaat vormde een prima aanbeveling en de Conventie beloonde Napoleon met het commando over het garnizoen van Parijs.

### Benoeming tot bevelhebber van het Italiaanse leger
Na het neerslaan van de opstand op de 13de Vendémiaire kreeg Napoleon van de uiteengaande Conventie (dit alles speelde zich af in de overgangsperiode van Conventie naar Directoire) de opdracht de orde in Parijs te herstellen en de voorsteden te ontwapenen. 

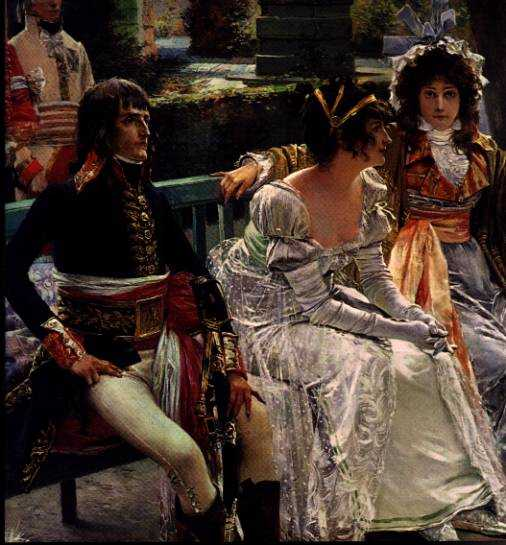
Huwelijk van Napoleon met Josephine

Napoleon werd hierop benoemd tot bevelhebber van het Italiaanse leger en huwde met Josephine de Beauharnais. Twee dagen na zijn huwelijk vertrok hij, vergezeld door Berthier en Junot, naar zijn Italiaanse Leger.

## Het Italiaanse avontuur

### De Italiaanse Veldtocht in de geschiedschrijving
Historici hebben vaak een zwak voor ‘de jonge held in Italië’. Vooral Napoleons tijdgenoten hebben de Italiaanse Veldtocht gezien als een zegetocht. Zij zagen een Napoleon die de ene trofee bij de andere voegde en die als handige diplomaat de Oostenrijkse diplomaten van de oude school telkens weer te slim af was. Dit is echter geen historische Napoleon.
Vanaf het begin van de twintigste eeuw is er echter steeds meer degelijk historisch onderzoek verricht naar Napoleons Italiaanse Veldtocht. Het meest opzienbarende onderzoek werd gedaan door historicus en essayist Guglielmo Ferrero. Zijn studie, die berust op nauwkeurig bronnenonderzoek, verscheen in 1936. Door zijn studie ontstond er een nieuwe kijk op de veldtocht. Kort samengevat kwamen zijn conclusies hierop neer:
- De bekwaamheid van Napoleon als beginnend veldheer met weinig ervaring is mateloos overdreven. Hij was nog zeker niet het krijgskundige genie dat de slag bij Austerlitz won.
- De organisatie van Napoleons Italiaanse leger en de tactieken die tijdens veldslagen werden toegepast zijn een product van revolutionair Lazare Carnot en niet van Napoleon. Napoleon wist de door Carnot ontwikkelde ideeën wel zeer effectief in de praktijk van het oorlog voeren toe te passen.[bron?]
- Het plan voor de veldtocht, de algemeen te volgen strategie, was afkomstig van de Directoire. Napoleon voerde dus netjes uit wat hem werd opgedragen.[bron?]
- De capitulatie van Piëmont aan het begin van de veldtocht is niet te beschouwen als een direct resultaat van de veldtocht. Piëmont wilde daarvoor al een bondgenootschap met Frankrijk aangaan. Een echt militair treffen tussen Napoleons leger en dat van Piëmont in een geregelde veldslag vond daarom ook niet plaats. Als de Piëmontezen veel verzet hadden geboden was er waarschijnlijk niets terechtgekomen van Napoleons Italiaanse Veldtocht.

### De conditie van het Italiaanse leger
Het leger waarmee Napoleon Italië moest binnentrekken bevond zich in een zeer slechte toestand. Het was slecht uitgerust en daarnaast ontbrak het binnen het leger ook nog eens volkomen aan discipline. Het leger lag om Nice heen, aan de zuidkust van de republiek. De verregaande demoralisatie had de soldaten op de rand van muiterij gebracht en zij hadden geen enkel vertrouwen in Napoleon als hun nieuwe bevelhebber. Soldaten en officieren wantrouwden hem. Al snel deed het gerucht de ronde dat Napoleon het Italiaanse commando alleen maar zou hebben gekregen vanwege zijn huwelijk met een van de maîtresses van directeur Barras. Verder had men ook geen vertrouwen in hem vanwege zijn gebrek aan ervaring en zijn Corsicaanse afkomst.
Op papier was het Italiaanse leger 63.100 man sterk, in werkelijkheid telde het leger waarschijnlijk rond de 37.000 man. De soldaten hadden al een tijdje geen soldij meer ontvangen, de rantsoenen waren karig, de uniformen waren incompleet of in ieder geval versleten, het ontbrak velen aan fatsoenlijk schoeisel en er was een groot tekort aan musketten.

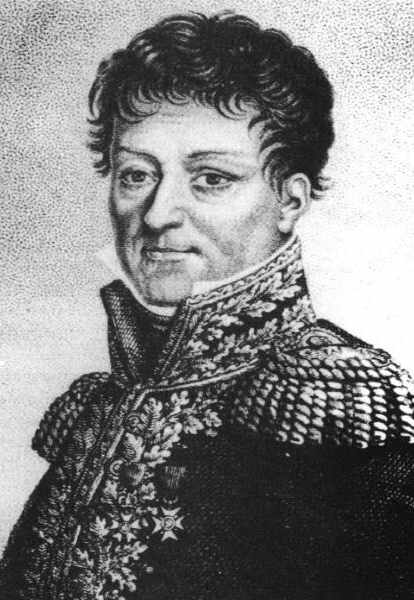
Afbeelding van Lazare Carnot die, vanwege zijn grote verdiensten als generaal tijdens de revolutie, in Frankrijk ook wel bekendstaat als 'de architect van de overwinning'

### Voorbereidingen
Vanaf 1793 tot het einde van 1799 waren de organisatie, training en algemene strategie van de Franse legers in handen van de revolutionair Carnot. Het is vooral aan zijn militaire inzicht te danken geweest dat de Eerste Franse Republiek de aanvallen van Oostenrijkse en Pruisische legers wist te doorstaan.
In 1795 waren de Franse legers erin geslaagd de Eerste Coalitie (1792-1797) te verslaan. In dat jaar werd de verovering van de Republiek der Zeven Verenigde Nederlanden voltooid. Verder werden er in dat jaar ook vredesverdragen gesloten met Pruisen en Spanje.
Om Oostenrijk, de enige overgebleven vijandige grootmacht op het Europese vasteland, te verslaan had Carnot in 1796 een groot offensief gepland, dat Oostenrijk op twee fronten moest verslaan. Twee legers, onder Jourdan en Moreau, zouden via Duitsland naar Wenen optrekken en een derde leger, onder Napoleon, zou via Italië hetzelfde doen.
Napoleon had zich goed voorbereid op de Italiaanse Veldtocht, hij bestudeerde alle beschikbare gegevens over de aan hem gegeven taak grondig. Hij kende daardoor de toestand van het leger, van het materiaal, van de wegen en van het terrein waarop hij in Italië slag moest gaan leveren. Zelfs zijn wantrouwige officieren, waaronder de drie meest ervaren generaals: Augereau, Masséna en Sérurier, waren gedwongen te erkennen dat Napoleon zich goed had voorbereid.

### De Italiaanse Veldtocht

#### De capitulatie van Piëmont
Op 27 maart 1796 trok het Italiaanse leger vanaf Nice naar Italië op. Op 10 april werd het eerste contact met de vijand gemaakt. De strijdkrachten van Oostenrijk en Piëmont blokkeerden namelijk de uitgangen van de valleien waardoor het Franse leger Italië wilde binnentrekken. Daarop volgden, vanaf 10 tot 22 april, twaalf dagen van schermutselingen tussen de Franse soldaten en die van Oostenrijk en Piëmont. Zo moest de Oostenrijkse generaal Jean-Pierre de Beaulieu zijn troepen terugtrekken uit Montenotte (12 april 1796). Het Franse leger wist uiteindelijk, door de vijand constant aan te vallen met grotere aantallen, de strijdkrachten van Piëmont van die van Oostenrijk te scheiden. Zoals hierboven al aangegeven is, overwoog Piëmont al voor de veldtocht een bondgenootschap met Frankrijk, daardoor bleef het ook geregelde veldslagen uit de weg gaan. De schermutselingen tussen de Fransen en de Piëmontezen duurden ook maar tien dagen. Op 28 april tekende Piëmont dan ook een wapenstilstand, die de Fransen vrije toegang verleende tot haar grondgebied. In Piëmont kreeg Napoleon toen de kans om zijn leger, door middel van confiscaties en plundering, goed uit te rusten. Het Oostenrijkse leger, onder de oude en weinig kundige generaal de Beaulieu, had zich inmiddels teruggetrokken achter de rivier de Po.

#### Lodi en de inname van Milaan

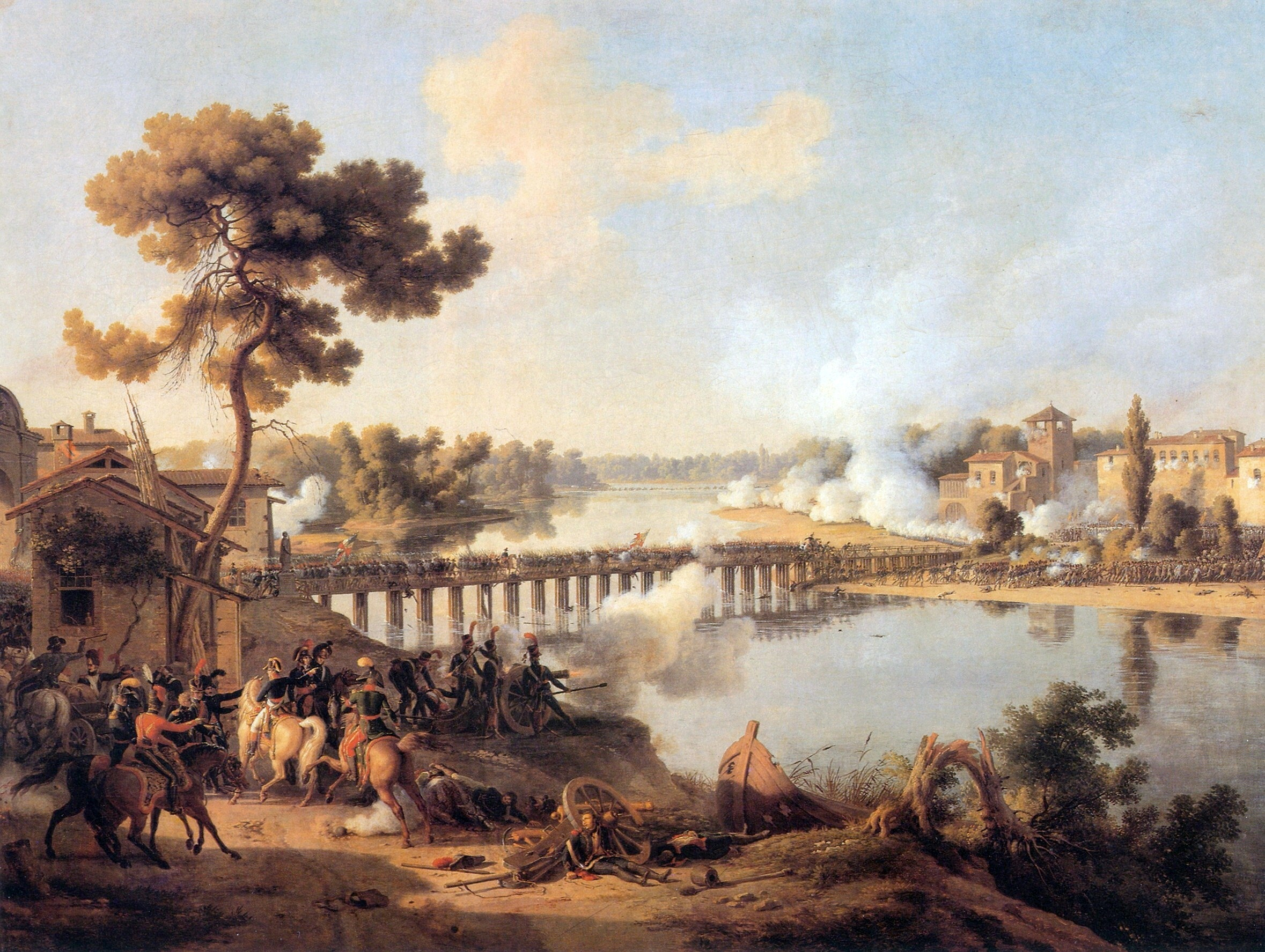
Afbeelding van de slag om de brug bij Lodi

Met slechts 20.000 man onder zijn commando, besloot de Oostenrijkse generaal Beaulieu Milaan te verdedigen door zijn leger achter de Po te positioneren. Ook de brug over de Po bij Valenza werd door de Oostenrijkers verdedigd. De linkerflank van het Oostenrijkse leger werd beschermd door het neutrale Piacenza, waar zich ook een brug over de Po bevond. Napoleon wist vervolgens de Oostenrijkers te misleiden door twee divisies te laten optrekken tegen de Oostenrijkse posities aan de Po. Vervolgens trok hij met de hoofdmacht op naar de brug bij Piacenza, zich niets aantrekkend van de neutraliteit van die stad. De Oostenrijkse achterhoede werd daardoor bedreigd en Beaulieu moet zich opnieuw terugtrekken. Om zijn aftocht te dekken liet Beaulieu een achterhoede van 7.000 man achter bij de brug over de rivier de Adda bij Lodi.
Op 10 mei dacht Napoleon bij Lodi de hoofdmacht van het Oostenrijkse leger te hebben gevonden. De Oostenrijkse achterhoede wist tijdens de slag die daarop volgde het Franse leger een tijdlang te beletten de brug over te trekken, maar toen Franse cavalerie, die verderop de rivier was overgestoken, hun flanken bedreigde, waren de Oostenrijkers gedwongen zich terug te trekken. De Slag bij Lodi is een belangrijke plaats in gaan nemen in ‘de Legende’, terwijl de aanval over de brug bij Lodi strikt genomen niet noodzakelijk was en het overgrote deel van het Oostenrijkse leger weg wist te komen. Vijf dagen na Lodi bezette Napoleon Milaan, hij trok als een zegevierende Romeinse veldheer de stad binnen: met een stoet krijgsgevangenen voor hem uit. Vanuit Milaan stuurde Napoleon karren vol geld, goederen en kunstschatten als oorlogsbuit naar de Directoire. Beaulieu trok zijn troepen vervolgens terug in Tirol en in de republiek Venetië, ook liet hij 15 000 man achter in de strategisch belangrijke vestingstad Mantua.
De Directoire was niet geheel gelukkig met Napoleons overwinningen en was bang dat zijn roem te groot zou worden. Nog voordat Napoleon Milaan binnentrok wilde de Directoire Kellermann als tweede bevelhebber naast Napoleon plaatsen. Napoleon weigerde en de Directoire besloot het er maar niet meer over te hebben.

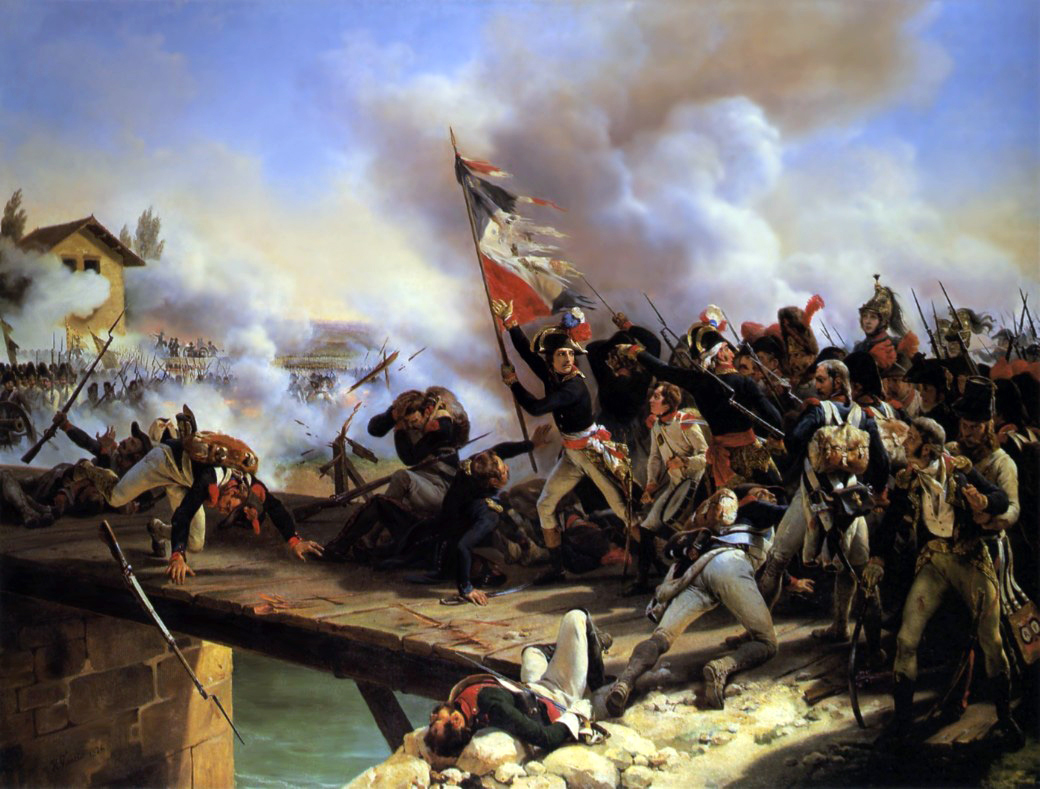
Afbeelding van Napoleon die, volgens de legende, zijn mannen aanvoerde op de brug bij Arcole

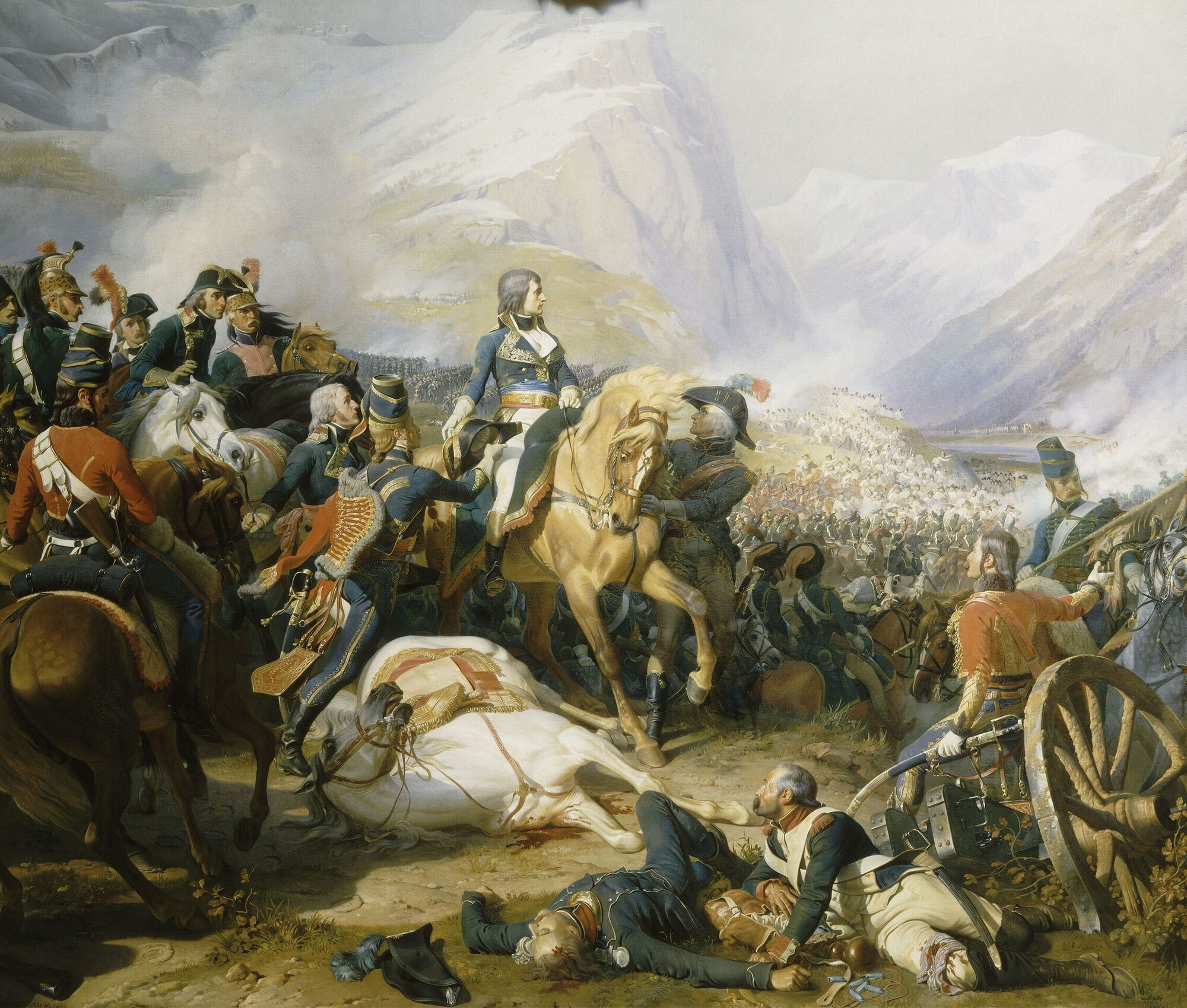
Afbeelding van Napoleon tijdens de slag bij Rivoli

#### Castiglione, Arcole, Rivoli en de capitulatie van Mantua
Napoleon begon vervolgens met de belegering van Mantua. In de lappendeken van vorstendommen, hertogdommen en republieken dat Italië was, keerden velen zich van Oostenrijk af. In plaats daarvan richtten onder andere: Parma, Modena, Toscane, Napels en de paus zich tot de nieuwe machtsfactor: Napoleon. Oostenrijk was daardoor bang zijn greep op Italië te verliezen. Daarom stuurde het steeds weer nieuwe legers naar Italië om Napoleon te verslaan. Deze legers waren echter keer op keer niet groot genoeg, niet goed uitgerust en in de meeste gevallen slecht geleid door bejaarde generaals.
De eerste daarvan was generaal Dagobert Sigmund von Wurmser, hij had de opdracht gekregen Mantua te ontzetten en vervolgens Napoleon over de Alpen te jagen. Napoleon volgde Augereaus raadgevingen op en brak het beleg van Mantua tijdelijk op, om op die manier Wurmser met zijn gehele leger te kunnen aanvallen. Op 5 augustus werd die bij Castiglione verslagen, maar was echter wel in staat zijn leger ordelijk de Alpen in terug te trekken. Toen hij het in september echter nog een keer probeerde werd hij verslagen. Zijn leger, dat uit verschillende dalen de Alpen uittrok, werd broksgewijs vernietigd en Wurmser moest zich terugtrekken in hetzelfde Mantua dat hij moest ontzetten. Napoleon had het geluk dat het bericht van deze twee successen in Frankrijk samenvielen met het nieuws van de nederlagen en de terugtocht van de twee Duitse legers onder Jourdan en Moreau. Tegenover hun nederlagen leken zijn successen in de ogen van het volk nog groter.
In november stuurde Oostenrijk weer een nieuw leger over de Alpen, deze keer onder generaal József Alvinczi. Deze werd tijdens de slag bij de brug van Arcole, die duurde van 15 tot 17 november, teruggedreven. Ook de slag bij de brug van Arcole speelt een belangrijke rol in ‘de Legende’, die heeft Napoleon namelijk op de brug geplaatst in plaats van eronder. Volgens de legende zou Napoleon namelijk een aanval over de brug bij Arcole hebben geleid, hijzelf met de vlag voorop en zijn grenadiers achter hem aan. Van zijn broer Louis en de latere generaal Marmont weten wij echter dat zij tijdens de veldslag een van angst bevende Napoleon onder de brug uit hebben moeten trekken.
Alvinczi wist zijn leger na de slag bij de brug van Arcole ordelijk terug te trekken. Net als de eerste maal bij Wurmser wist Napoleon dus geen echte overwinning te behalen, daarvoor maakte hij naar de normen van die tijd te weinig krijgsgevangenen en werden er te weinig vaandels en artilleriestukken veroverd. In januari 1797 was Alvinczi weer terug, om vervolgens tijdens de slag bij Rivoli, op 14 en 15 januari weer te worden teruggedreven. Opnieuw wist Alvinczi zijn leger echter ordelijk terug te trekken en opnieuw wist Napoleon geen echte overwinning te behalen. Napoleon maakte weliswaar 8.000 krijgsgevangen na deze veldslag, maar er werden slechts 8 kanonnen veroverd, dit wijst erop dat Alvinczi de tijd had om zijn leger ordelijk terug te trekken (het verplaatsen van artillerie kostte namelijk veel tijd, tijd die een leger op de vlucht niet zou hebben gehad). Op 2 februari capituleerde Wurmser in Mantua, hij had de hoop te worden ontzet inmiddels opgegeven.

#### De paus en aartshertog Karel
Oostenrijk was na de capitulatie van Mantua een tijdlang uitgeschakeld. Napoleon benutte die tijd om een rekening te vereffenen met de paus. Paus Pius VI, die na Napoleons inname van Milaan toenadering had gezocht tot Napoleon en Frankrijk, maar die ook iedere keer, dat er weer een Oostenrijks leger over de Alpen kwam, weer toenadering had gezocht tot Oostenrijk. Uiteraard waren de 6.000 monniken en boeren die de paus had opgeroepen niet opgewassen tegen het, op dat moment, modernste leger ter wereld. In enkele weken wist Napoleon de paus dan ook te dwingen een zeer nadelige vrede te tekenen, het Verdrag van Tolentino. Napoleon stelde de Jakobijnen in Frankrijk, die ‘het monster op de zeven heuvelen’ - zoals zij de paus noemden - liever dood hadden gezien, gerust met zijn voorspelling dat ‘die oude machine vanzelf wel kapotgaat’.
Oostenrijk deed vervolgens nog één laatste poging om Napoleon Italië uit te jagen, dit keer met aartshertog Karel, die in Duitsland tegen Jourdan en Moreau zo succesvol was geweest. Karel kreeg echter niet de tijd om ook maar iets te doen omdat Napoleon, samen met Joubert en Masséna, hem voordat hij zijn leger had kunnen samentrekken al Italië uit jaagde in de richting van Wenen.

### Corruptie, plunderingen en oorlogsmisdaden
Toen Napoleon op 27 maart 1796 het commando over het Italiaanse leger op zich nam zou hij zich met volgende ronkende rede hebben gericht tot zijn soldaten:

Soldaten, gij zijt naakt en slecht gevoed; de regering is veel aan u verschuldigd maar kan u niets geven. Uw geduld, de moed die u toont te midden der rotsen zijn bewonderenswaardig, maar zij brengen geen roem, geen schittering straalt op u af. Ik wil u leiden binnen de vruchtbaarste vlakten ter wereld. Rijke provincies, grote steden zullen in uw macht zijn; u zult er eer, roem en rijkdommen vinden. Soldaten van Italië, zal het u aan moed en standvastigheid ontbreken?

Deze rede is echter, met vrijwel al zijn andere redes, twintig jaar later opgesteld op Sint-Helena. Maar waarschijnlijk heeft Napoleon zijn soldaten op die dag inderdaad een aantal losse zinnen met ongeveer dezelfde strekking toegeschreeuwd. De rede roept de soldaten in ieder geval zonder twijfel op tot plunderen, dat blijkt wel uit de woorden: 'vruchtbare vlakten, rijke provincies en grote steden die in uw macht zullen zijn'. De Fransen stalen geld, goud, en meesterwerken van Leonardo da Vinci en Michelangelo uit Italië.
In de ruim anderhalf jaar dat Napoleon met zijn leger heeft huisgehouden in Noord-Italië heerste daar een waar schrikbewind en werd het hele gebied grondig geplunderd. Deze plundering geschiedde op twee manieren: de gewone soldaten stalen simpelweg alles wat van waarde was en de officieren maakten van het plunderen een officiële aangelegenheid door het heffen van belastingen en het confisqueren van eigendommen. Hoe snel de Franse bezetters zich gehaat maakten bij de lokale bevolking blijkt uit de gebeurtenissen in Milaan: een week na Napoleons glorieuze intocht in die stad kwam de bevolking al in opstand. Pas nadat hij systematisch burgers liet vermoorden door vuurpelotons liet de vernederde en verslagen bevolking de Fransen hun huizen leegplunderen. Er zijn zelfs gevallen bekend van Franse soldaten die schoten op hun eigen officieren, nadat die probeerden paal en perk te stellen aan de ‘activiteiten’ van de soldatenbendes. Napoleon liet het allemaal gebeuren, in sommige gevallen moedigde hij het zelfs aan: zo liet hij de gemeenteraad van de opstandige stad Pavia doodschieten om vervolgens de stad door zijn soldaten te laten plunderen als afschrikwekkend voorbeeld aan andere steden die ook overwogen in opstand te komen.
Ook Napoleon heeft zich flink verrijkt in Italië, de schattingen lopen uiteen van 3.000.000 tot 10.000.000 frank. Uiteraard moest hij een deel van de oorlogsbuit afstaan aan de Directoire, maar die vroeg geen rekenschap van Napoleon met betrekking tot zijn ‘inkomsten’. Hoeveel miljoenen er wel niet door de handen van Napoleon zijn gegaan is deels na te gaan uit de gesloten verdragen. Bijvoorbeeld uit het verdrag dat werd gesloten met de hertog van Parma, het hertogdom moest het volgende leveren: 2.000.000 frank, 1200 paarden, 2000 ossen, 10.000 schepel graan en de hertog moest 20 schilderijen afstaan. En dit was dan nog wel een kleine staat, de paus werd bijvoorbeeld, middels een verdrag dat op 23 juni 1796 gesloten werd, verplicht het volgende te leveren: 21.000.000 frank, 500 oude handschriften, 100 schilderijen en 62.000.000 frank aan belastingen. Toen andere steden zich bij dit verdrag aansloten, kwam er nog eens 30.000.000 frank bij, plus 10.000.000 frank in diamanten.

## De Vrede van Campo Formio

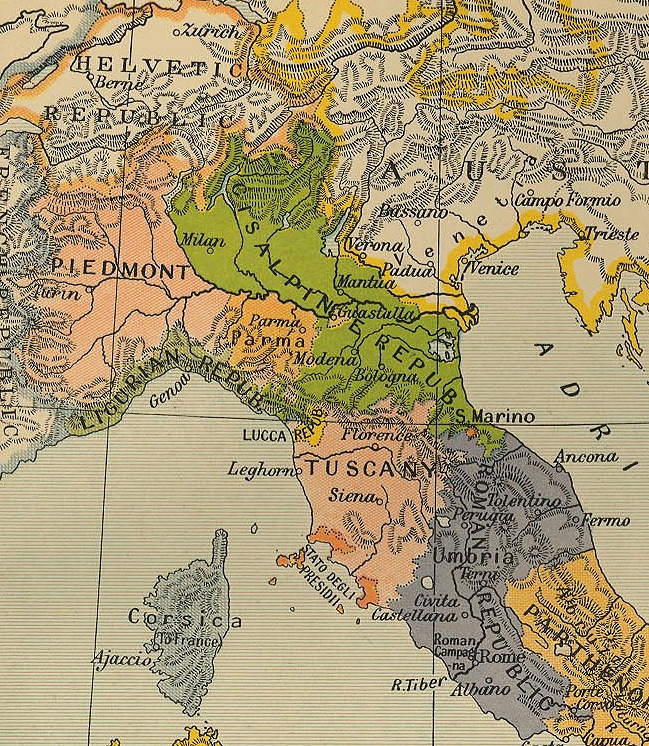
Kaart van Italië na de vrede van Campo Formio

Op 2 april 1797 besloot Oostenrijk om te onderhandelen met Napoleon. De Oostenrijkers vroegen om een staakt-het-vuren van vijf dagen. Oostenrijk probeerde op die manier tijd te rekken om een nieuw offensief in Italië op poten te zetten. Napoleons geduld was echter op, hij bleef roven en plunderen en bezette Venetië om extra druk te zetten op Oostenrijk. Oostenrijk werd op die manier gedwongen om op 18 april de wapenstilstand van Leoben te tekenen. Tijdens de vredesonderhandelingen in Campo Formio misdroeg Napoleon zich. Napoleon wond zich op over de rustige, bedaarde manier waarop de Oostenrijkse diplomaat Cobenzl zijn eisen formuleerde. In een woedeaanval wierp de, tevens dronken, Napoleon hem het volgende toe:
"Uw keizerrijk? Een oude slet, die niet beter weet dan te worden verkracht!"
De onverstoorbare Cobenzl rapporteerde vervolgens aan zijn keizer:
"Hij (Napoleon) heeft zich als een waanzinnige aangesteld."
 en verder:

Om al het ongelijk en al het belachelijke van dit toneel op Bonaparte te doen vallen, was ik geen ogenblik getreden uit de toon van rust en waardigheid, die een gevolmachtigde van Z.M. de keizer voegt; hoe wettig een dergelijk motief ook zou zijn geweest, de onderhandelingen te beëindigen, het leek mij wreed toe, de slachting alleen daarom weer te laten beginnen, omdat een Bonaparte zich bedronken had.

 Op 17 oktober 1797 kwam na dit alles uiteindelijk toch de Vrede van Campo Formio tot stand. Frankrijk kreeg de rijke Zuidelijke Nederlanden en bijna de gehele linker Rijnoever. De Cisalpijnse republiek (vazalstaat van Frankrijk) werd door Oostenrijk erkend. En Oostenrijk kreeg Venetië en Salzburg.
Dat Oostenrijk niet daadwerkelijk verslagen was blijkt uit het feit dat het Venetië kreeg, dit was het rijkste gebied van Europa en bovendien had het ook een grote vloot die ook in handen van Oostenrijk kwam. Het is dus geen concessie die normaal aan een verslagen tegenstander wordt gedaan. Oostenrijk had tijdens Napoleons Italiaanse Veldtocht wel nederlagen geleden, maar geen daarvan waren zo groot geweest dat het direct na afloop om vrede had moeten smeken. Napoleon moest Oostenrijk Venetië ook wel geven omdat zijn offensief was vastgelopen. Als de oorlog was doorgegaan waren Napoleon en zijn leger waarschijnlijk, mede door het groeiende verzet onder de lokale bevolking, alsnog uit Italië verdreven. In 1799 werd het Franse leger ook daadwerkelijk weer door legers van zowel Oostenrijk als Rusland uit Italië verdreven, dit gebeurde tijdens de Tweede Coalitieoorlog. Tot slot werd met Napoleons verkwanseling van Venetië ook het revolutionaire beginsel van het zelfbeschikkingsrecht der volken met de voeten getreden.

## Triomftocht in Parijs
Voordat hij zelf terugkeerde naar Parijs liet Napoleon de geroofde kunstwerken, naar oude Romeinse gewoonte, overbrengen naar Parijs, de hoofdstad van de overwinnaar. In Parijs heeft het volk zich toen aan de geweldige parade van de Italiaanse oorlogsbuit kunnen vergapen:
- kisten met daarin manuscripten, boeken, mineralen en fossielen;
- leeuwen, tijgers en panters in kooien, met daarboven palmtakken;
- kratten vol met schilderijen, met de namen van de werken op de buitenkant van de kratten weergegeven;
- wagens met beeldhouwwerken zoals de Laocoöngroep en de Apollo van Belvedère;

en dit alles op karren waarvoor rijk opgetuigde paarden liepen. Werkelijk alles van waarde wat niet muurvast was aangetroffen in Noord-Italië ging naar Franse musea. Zangkoren liepen met de parade mee om het geheel op te luisteren met toepasselijke liederen en op het Champ-de-Mars vond er ten slotte een inontvangstneming door de Directoire plaats. De Parijse burgers bleven weken over deze parade napraten, de grote vraag was echter waar de generaal was die al die rijkdommen naar Parijs had gezonden.
Op 5 december 1797 arriveerde Napoleon dan eindelijk zelf als zegevierende generaal in Parijs. Daar werd hij toegejuicht door hetzelfde volk waar hij ruim twee jaar geleden op had laten schieten. De Rue Chantereine, waar Napoleon woonde, heette voortaan de Rue de la Victoire en de Directoire koos hem tot lid van de regering op de plaats van de, tijdens de staatsgreep van de 18de Fructidor (september), verbannen Carnot. Vijf dagen na de terugkeer van Napoleon vond er in de tuin van het Luxembourg een groot feest plaats ter ere van Napoleons overwinningen in Italië. Er werd een 'altaar des vaderlands' opgericht, de leiding over het geheel van rituelen, toespraken, gelukwensen en liederen was in handen van Talleyrand, die als ex-bisschop wel wat ervaring had met dit soort ceremonies. Om de hele ceremonie af te sluiten droeg Napoleon een 'oorkonde des vredes' over aan de Directoire en sprak hij een korte rede uit.